# Disco Inferno (сингл 50 Cent)
«Disco Inferno» — перший сингл американського репера 50 Cent з його другого студійного альбому The Massacre. Окремок посів 3-тю сходинку чарту Billboard Hot 100. Композиція потрапила до відеогри DJ Hero.
Пісня стала п'ятим синглом виконавця, що потрапив до топ-10 чарту Hot 100. Продюсери треку: Dangerous LLC (Сі Стайлс та Bang Out). «Disco Inferno» став номінантом на Ґреммі 2006 у категорії «Найкраще сольне реп-виконання», проте поступився «Gold Digger» Каньє Веста.

## Відеокліп
Режисер: Улісс Терреро. Відео стало контроверсійним через свій зміст. У чорно-білому кліпі дія відбувається у стрип-клубі. Багато критиків визнали його «легкою» порнографією (поцілунки жінок та оголені тіла). Камео: порнозірка Дейзі Мері, Нік Кеннон і Young Buck.

## Список пісень
- 12" вінил[1]

1. «Disco Inferno» (Explicit) — 3:34
2. «Disco Inferno» (Clean) — 3:34
3. «Disco Inferno» (Instrumental) — 3:34
4. «Disco Inferno» (Acapella) — 3:28

- CD-сингл[2]

1. «Disco Inferno» (Explicit) — 3:34
2. «Window Shopper» — 2:38
3. «Best Friend» (з участю Olivia) — 4:08
4. «Disco Inferno» (Ringtone) — 0:38

## Чартові позиції
| Чарт (2004–2005)                              | Найвища позиція |
| --------------------------------------------- | --------------- |
| Велика Британія                               | 87              |
| США                                           | 3               |
| US Billboard Hot Rap Tracks                   | 3               |
| US Billboard Hot R&B/Hip-Hop Singles & Tracks | 4               |
| US Billboard Pop Songs                        | 8               |

## Сертифікації
| Країна   | Сертифікації | Наклад   |
| -------- | ------------ | -------- |
| Бразилія | Платиновий   |          |
| США      | Золотий      | 500 тис. |